# Ounzéogo-Peulh
Ne doit pas être confondu avec Ounzéogo.
Ounzéogo-Peulh est une commune située dans le département de Tenkodogo de la province de Boulgou dans la région du Centre-Est au Burkina Faso.